# Station Bordet
Station Bordet is een spoorweghalte en MIVB-tram- en bushalte in de Brusselse gemeente Evere (België). Het spoorwegstation ligt aan lijn 26 (Schaarbeek - Halle), die het oosten en zuiden van het Brussels Hoofdstedelijk Gewest doorkruist.

## Ligging
Het station bestaat uit twee perrons en is gelegen in een afgraving, direct ten zuiden van de kruising van de Haachtsesteenweg en Jules Bordetlaan, waaraan het zijn naam dankt. Vanwege zijn ligging tussen het centrum van Evere en belangrijke tewerkstellingspolen langs de Haachtsesteenweg en de Leopold III-laan én zijn ligging nabij de kruising van de Bordetlaan met de Haachtsesteenweg en Leopold III-laan vormt het station een van de drukste verkeerspunten van de gemeente.

## Bediening
Per richting wordt station Bordet vier tot vijfmaal per uur aangedaan door een S-trein. In het kader van het Gewestelijk ExpresNet (GEN) in en om Brussel zou het aantal treinen tijdens de spits verhogen van drie (in de periode 2006-2014) tot zes. In 2004/2005 werd het station hiertoe reeds aangepast: er werden hellingbanen aangelegd om de toegankelijkheid voor gehandicapten te vergroten en de perrons werden verlengd. Sinds 11 december 2016 is het station ook geopend in het weekend (voor de IC-trein).

## Treindienst
| Serie | Treinsoort       | Route | Bijzonderheden |
| ----- | ---------------- | --- | --- |
| IC 17 | Intercity (NMBS) | Brussels Airport-Zaventem – Bordet – Brussel-Luxemburg – Namen – Dinant                                         | Rijdt in het weekend tussen Brussel-Zuid en Dinant. |
| S 4   | GEN (NMBS)       | Aalst – Brussel-Schuman – Bordet – Mechelen                                                                     | Rijdt alleen op werkdagen. |
| S 5   | GEN (NMBS)       | [ Geraardsbergen – ] Edingen – Halle – Brussel-Schuman – Bordet – Vilvoorde – Mechelen                          | Rijdt in de spits van/naar Geraardsbergen. Rijdt in het weekend tussen Halle en Mechelen. Rijdt tijdens de vakantieperiode 1x/u enkel tussen Halle en Mechelen. |
| S 7   | GEN (NMBS)       | Halle – Merode – Bordet – Vilvoorde                                                                             | Rijdt alleen op werkdagen. |
| S 9   | GEN (NMBS)       | Landen – Leuven – Bordet – Brussel-Schuman – Nijvel                                                             | Rijdt alleen op werkdagen. |
| S 19  | GEN (NMBS)       | [ Leuven – ] Brussels Airport-Zaventem – Bordet – Brussel-Luxemburg – Eigenbrakel – Nijvel – Charleroi-Centraal | Rijdt in het weekend tussen Leuven en Nijvel. |

## Tram- en busdienst
Station Bordet is ook een belangrijk punt in het MIVB- en De Lijn-netwerk. Het is het eindpunt van de drukke tramlijn 55 en verschillende buslijnen stoppen er. De bus- en tramremise van Haren ligt bovendien vlakbij; er is dan ook veel verkeer van bussen die zich van of naar de remise begeven. Tegen 2030 wordt tramlijn 55 vervangen door de nieuwe Brusselse metrolijn 3 die zijn eindhalte bij het station Bordet zal hebben.

## Galerij

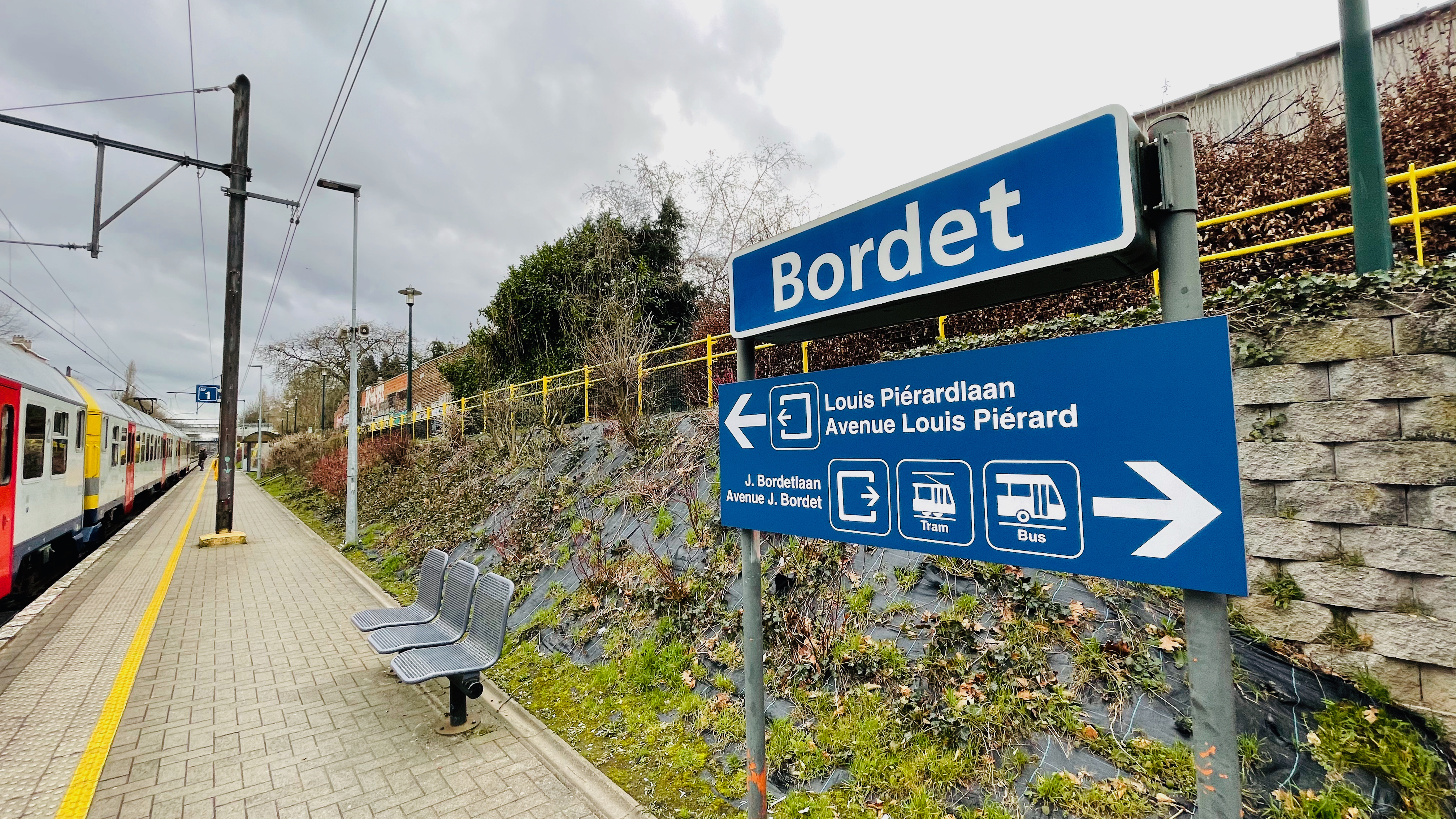
Naambord op een perron
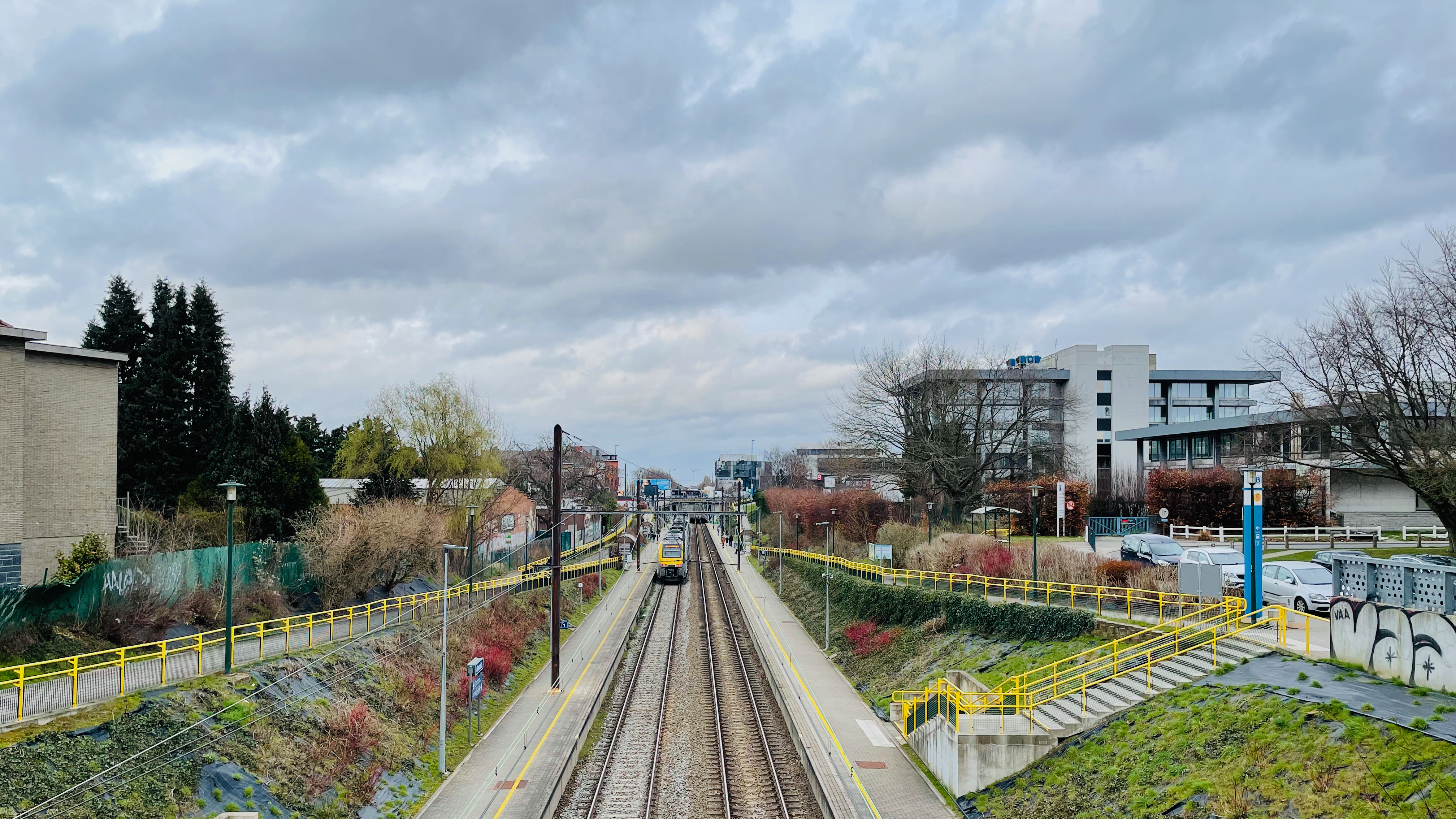
Zicht op de sporen

## Reizigerstellingen
De grafiek en tabel geven het gemiddeld aantal instappende reizigers weer op een week-, zater- en zondag.
| Tabel: aantal instappende reizigers station Bordet | Tabel: aantal instappende reizigers station Bordet | Tabel: aantal instappende reizigers station Bordet | Tabel: aantal instappende reizigers station Bordet |
|                                                    | Weekdag                                            | Zaterdag                                           | Zondag                                             |
| -------------------------------------------------- | -------------------------------------------------- | -------------------------------------------------- | -------------------------------------------------- |
| 1977                                               | 175                                                | -                                                  | -                                                  |
| 1978                                               | 263                                                | -                                                  | -                                                  |
| 1979                                               | 210                                                | -                                                  | -                                                  |
| 1980                                               | 201                                                | -                                                  | -                                                  |
| 1981                                               | 227                                                | -                                                  | -                                                  |
| 1982                                               | 186                                                | -                                                  | -                                                  |
| 1983                                               | 130                                                | -                                                  | -                                                  |
| 1984                                               | 81                                                 | -                                                  | -                                                  |
| 1985                                               | 67                                                 | -                                                  | -                                                  |
| 1986                                               | 78                                                 | -                                                  | -                                                  |
| 1987                                               | 70                                                 | -                                                  | -                                                  |
| 1988                                               | 94                                                 | -                                                  | -                                                  |
| 1989                                               | 96                                                 | -                                                  | -                                                  |
| 1990                                               | 95                                                 | -                                                  | -                                                  |
| 1991                                               | 109                                                | -                                                  | -                                                  |
| 1992                                               | 144                                                | -                                                  | -                                                  |
| 1993                                               | 181                                                | -                                                  | -                                                  |
| 1994                                               | 251                                                | -                                                  | -                                                  |
| 1995                                               | 272                                                | -                                                  | -                                                  |
| 1996                                               | 352                                                | -                                                  | -                                                  |
| 1997                                               | 423                                                | -                                                  | -                                                  |
| 1998                                               | 403                                                | -                                                  | -                                                  |
| 1999                                               | 411                                                | -                                                  | -                                                  |
| 2000                                               | 569                                                | -                                                  | -                                                  |
| 2001                                               | 573                                                | -                                                  | -                                                  |
| 2002                                               | 476                                                | -                                                  | -                                                  |
| 2003                                               | 602                                                | -                                                  | -                                                  |
| 2004                                               | 715                                                | -                                                  | -                                                  |
| 2005                                               | 719                                                | -                                                  | -                                                  |
| 2006                                               | 786                                                | -                                                  | -                                                  |
| 2007                                               | 773                                                | -                                                  | -                                                  |
| 2008                                               | -                                                  | -                                                  | -                                                  |
| 2009                                               | 794                                                | -                                                  | -                                                  |
| 2010                                               | -                                                  | -                                                  | -                                                  |
| 2011                                               | -                                                  | -                                                  | -                                                  |
| 2012                                               | 645                                                | -                                                  | -                                                  |
| 2013                                               | 672                                                | -                                                  | -                                                  |
| 2014                                               | 553                                                | -                                                  | -                                                  |
| 2015                                               | 556                                                | -                                                  | -                                                  |
| 2016                                               | 944                                                | -                                                  | -                                                  |
| 2017                                               | 1 300                                              | -                                                  | -                                                  |
| 2018                                               | 1 409                                              | 127                                                | 68                                                 |
| 2019                                               | 1 633                                              | 165                                                | 126                                                |
| 2020                                               | 862                                                | 152                                                | 77                                                 |
| 2021                                               | -                                                  | -                                                  | -                                                  |
| 2022                                               | 1 484                                              | 301                                                | 221                                                |
| 2023                                               | 1 337                                              | 231                                                | 183                                                |
| 2024                                               | 1 754                                              | 307                                                | 272                                                |